# Coach (Automobilbauform)

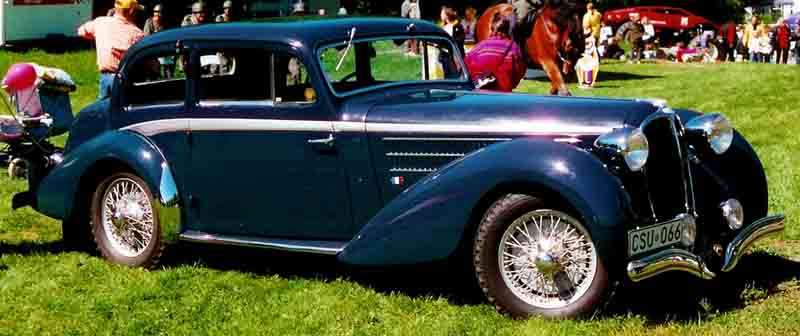
Typische Coach von A. Guilloré auf dem Chassis Delahaye 135 M (1939)

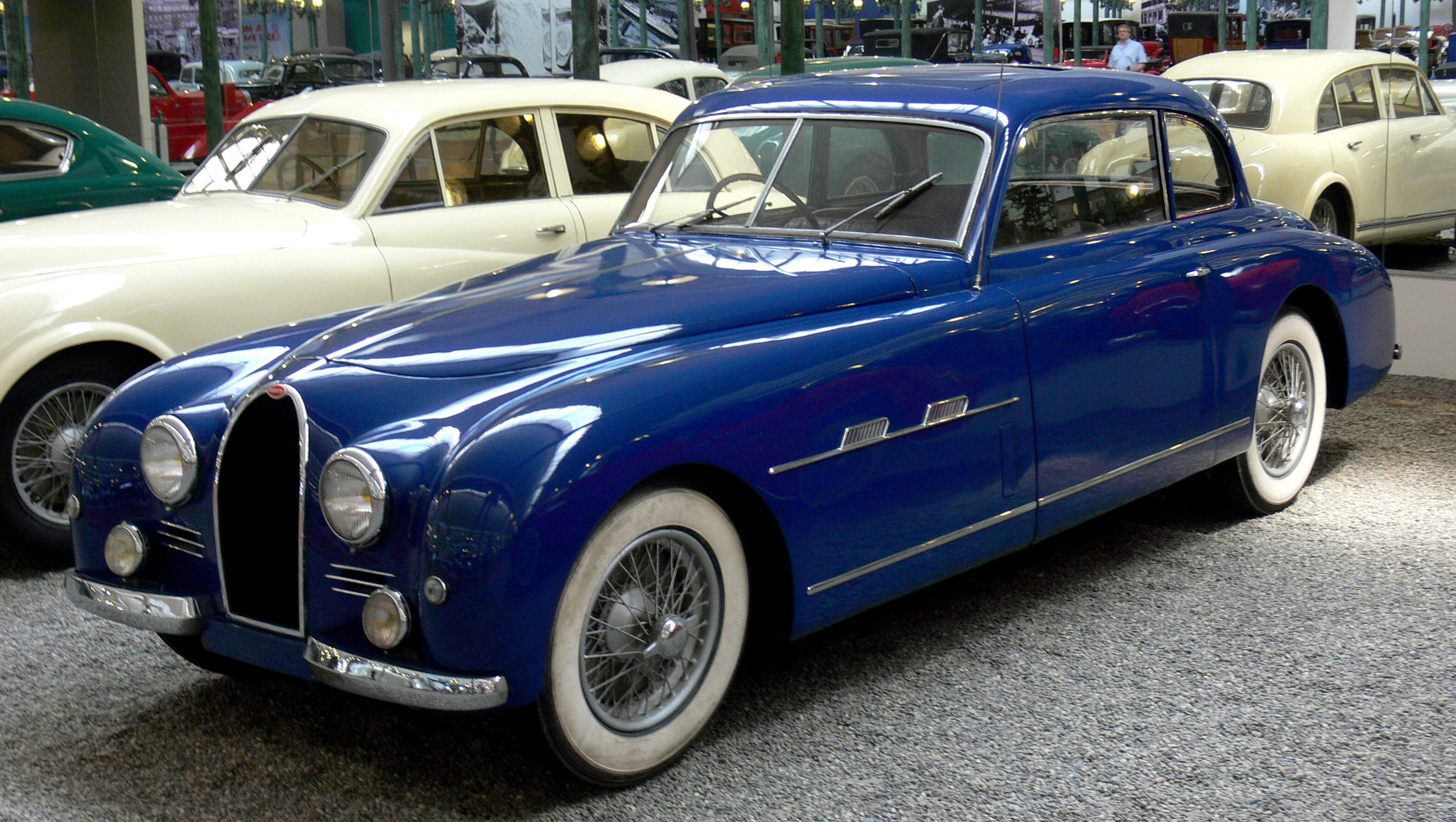
Diese sehr Coupé-ähnliche Coach von Carrosserie Gangloff (Colmar) wurde 1952 für ein Vorkriegs-Fahrgestell Bugatti Type 57 hergestellt.

Der Coach ist ein geschlossenes Auto mit einem festen Dach, zwei Türen und vier bis fünf vollwertigen Sitzen in zwei Reihen. In der Regel wird das Dach von drei Paar Fahrzeugsäulen (sogenannte A-, B- und C-Säule) getragen.

## Definitionen
Der Begriff wurde vom Kutschenbau übernommen, wo damit ein geschlossenes, geräumiges Fahrzeug gemeint war, das sich auch für Linien- und Postverkehr eignete („Stagecoach“).
Als Autokarosserie verband die Coach ursprünglich Elemente des Coupés und der Limousine (Letztere gemäß deutschem Sprachgebrauch). Der Begriff war im Französischen allgemein üblich und wurde etwas zurückhaltender im englischen Sprachraum verwendet; in den USA waren Two-Door Sedan oder Club Sedan stets geläufiger. Die knappste Definition findet sich auf der US-Fachseite www.coachbuilt.com:
- COACH – a two door sedan[1] – COACH – eine zweitürige Limousine
- CLUB COUPE – a two door closed car with a rear seat[1] – CLUB COUPÉ – ein zweitüriges, geschlossenes Auto mit Rücksitz.
- COUPE – a closed car with two doors for two or three people. May also have a rudimentary rear seat in which case it is usually called a Club Coupe …[1] COUPÉ – ein geschlossenes Auto mit zwei Türen für zwei oder drei Personen. Es kann auch einen einfachen Rücksitz haben; in diesem Fall wird es gewöhnlich Club Coupé genannt.

Letzteres entspricht auch der Definition der Society of Automobile Engineers von 1916.
Während man heute dazu neigt, geschlossene Zweitürer allgemein als „Coupé“ zu bezeichnen, wurde früher genauer unterschieden. Dass sich die Begriffe mit der Zeit verwischen würden, ergab sich bereits aus dieser Abgrenzung mit ihren Überschneidungen. Auch die Werbung trug dazu bei: Es ist einfacher, ein geräumiges, sportliches Auto zu verkaufen als eine Limousine mit nur zwei Türen. In der deutschen Sprache setzte sich die Bezeichnung Coach ohnehin nie richtig durch und wurde nahezu vollständig verdrängt von ebendieser „zweitürigen Limousine“.

## Vergleich Coupé/Coach
Drei Beispiele, durch die der Unterschied zwischen den beiden Karosserieformen besonders deutlich wird:

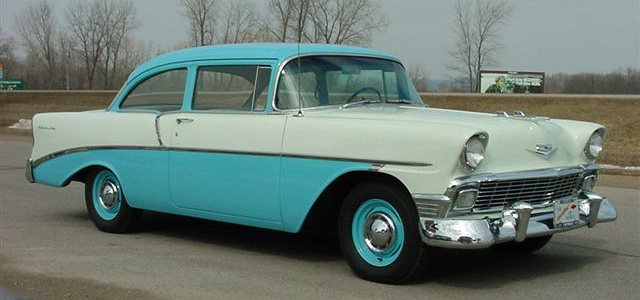
Chevrolet Two-Ten Series 2100B, Modell 2102; 2-door Sedan (1956): Coach
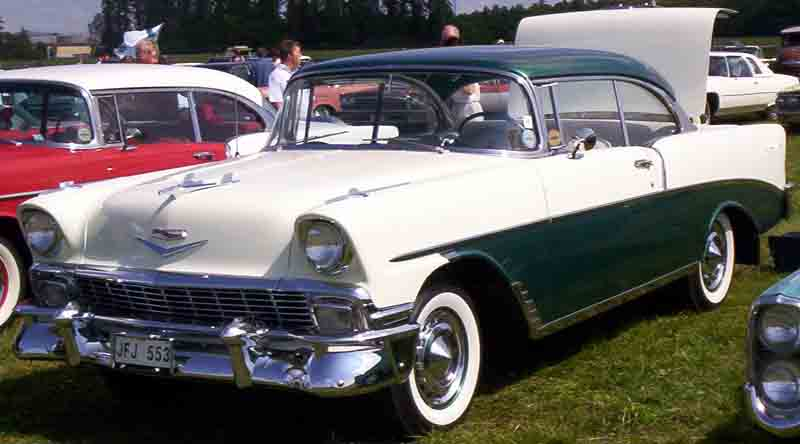
Chevrolet Two-Ten Series 2100B, Modell 2154; Sport Coupe (1956)
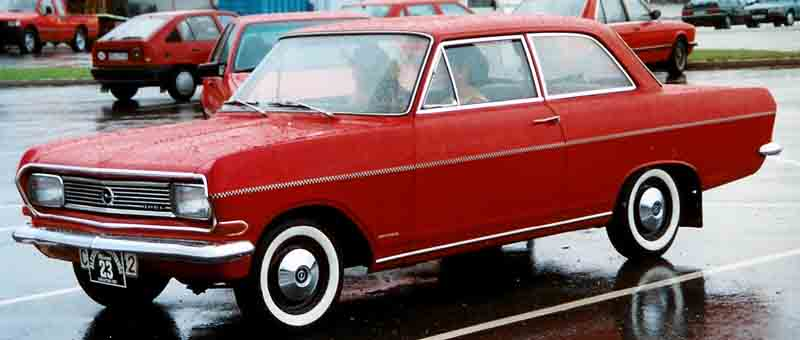
Opel Rekord B als zweitürige Limousine (1966): Für Franzosen eine Coach
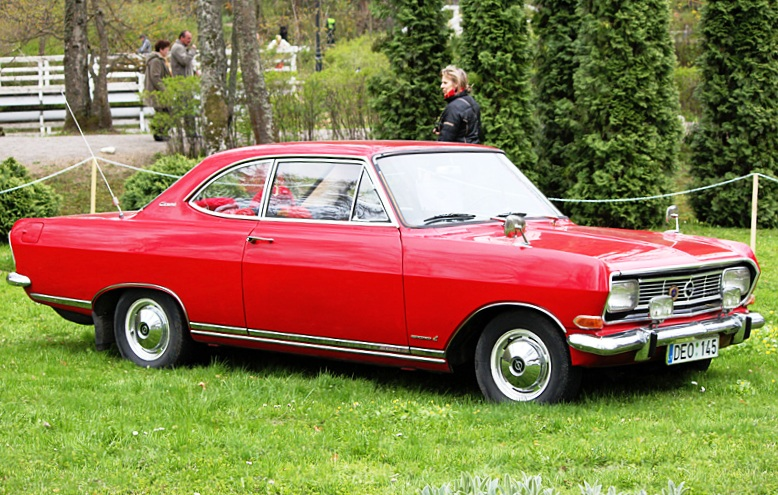
Opel Rekord B als Coupé (1966): Die Dachlinie macht den Unterschied
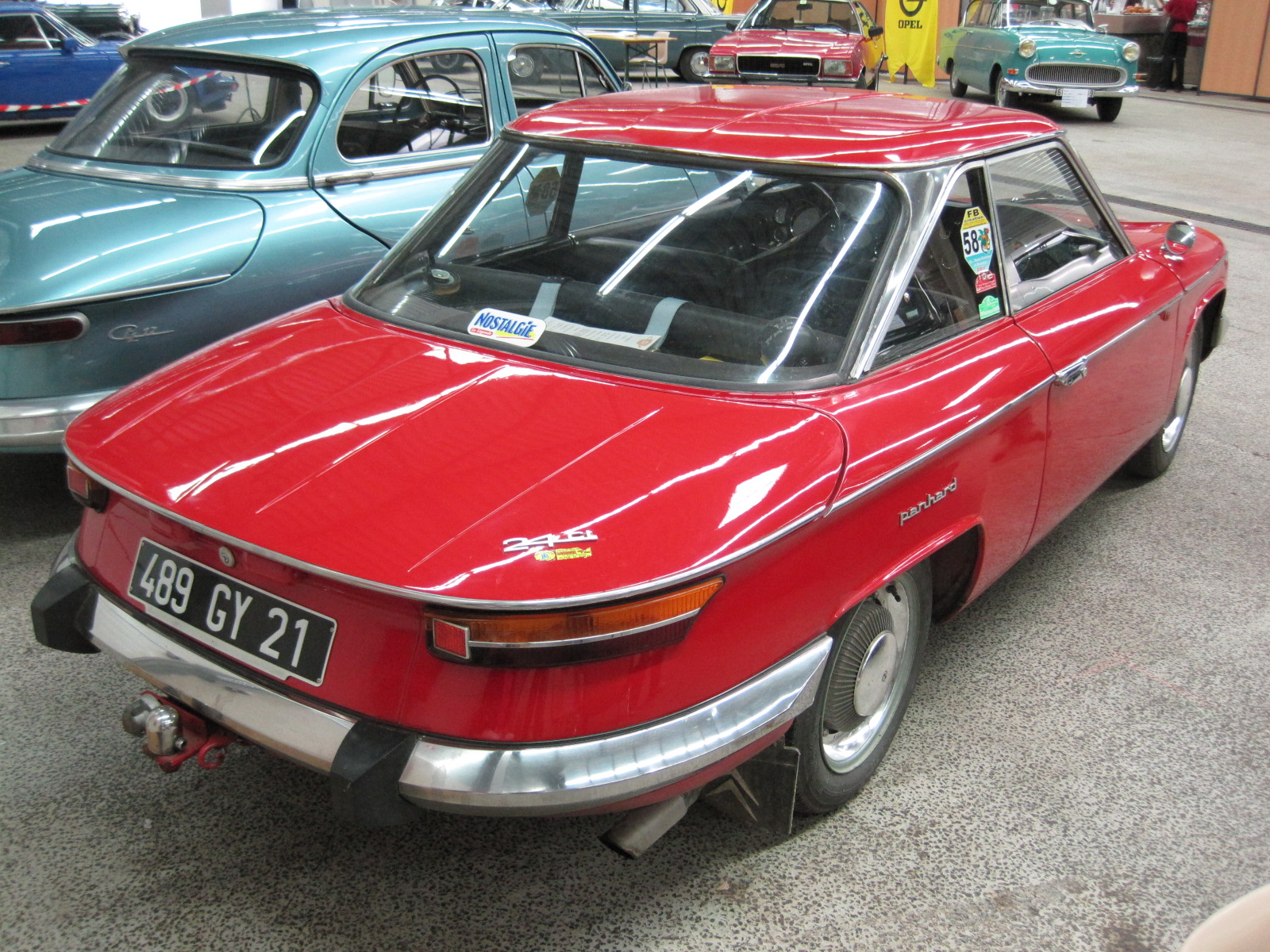
Panhard 24 CT: Coupé
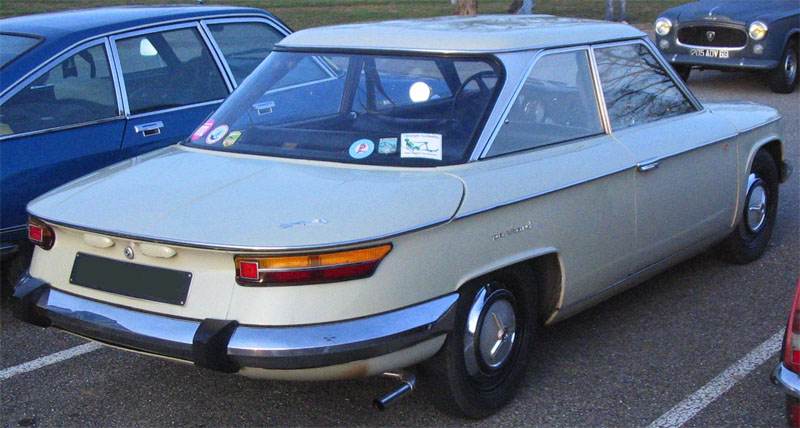
Panhard 24 BT: Coach, entstanden durch Verlängerung des Fahrzeugs

Üblicherweise hat die Coupé-Version ein kürzeres Dach, daher auch kleinere hintere Seitenfenster und ein längeres Heck; bei der Coach ist dies umgekehrt. Daraus ergibt sich ein größerer Innenraum bei dieser, der den hinteren Passagiere zugutekommt. Die fehlende B-Säule des Chevrolet Sport Coupé ist kein Alleinstellungsmerkmal für ein Coupé, sondern entspricht dem Formempfinden der Zeit. Beim Opel und beim Panhard wird das durch besonders dünne B-Säulen angedeutet. Letzterer entstand durch Vergrößerung des Radstands, das Heck ist bei beiden Versionen baugleich. Beide haben überdies eine eher sportliche Linienführung. Aus heutiger Sicht werden sie als Coupé wahrgenommen, doch nur der 24CT war ursprünglich als solches gedacht.